# Philocasca demita
Philocasca demita är en nattsländeart som beskrevs av Ross 1941. Philocasca demita ingår i släktet Philocasca och familjen husmasknattsländor. Inga underarter finns listade i Catalogue of Life.